# Ceratozamia whitelockiana
Ceratozamia whitelockiana J.Chemnick & T.J.Gregory, 1995 è una pianta appartenente alla famiglia delle Zamiaceae, endemica dello Stato di Oaxaca, in Messico.
Il suo epiteto specifico è in onore del botanico statunitense Loran Whitelock.

## Descrizione
È una cicade acaule con fusto sotterraneo o solo lievemente emergente, lungo non oltre 30 cm e ricoperto da catafilli triangolari e tomentosi.
Le foglie, da 8 a 12 e lunghe 2-2,5 m, sono disposte a corona all'apice del fusto e sono sorrette da un picciolo lungo 100–150 cm, densamente spinoso; sono composte da 30-40 paia di foglioline sottili, ampie e asimmetriche, disposte sul rachide in modo opposto.
È una specie dioica, che presenta coni maschili di forma cilindrica, lunghi 26–28 cm e di 1,5-2,8 cm di diametro. I coni femminili hanno una forma ovoidale, sono lunghi 35 cm e con un diametro di 12 cm. Entrambi sono dotati di un peduncolo lungo circa 3 cm (leggermente più lungo nei coni femminili). I microsporofilli sono lunghi circa 8 mm, mentre i macrosporofilli sono lunghi 2,5–3 cm. Entrambi presentano all'apice le caratteristiche protuberanze cornee tipiche del genere Ceratozamia.
I semi sono ovoidali, lunghi 22–25 mm, ricoperti da un tegumento di colore da bianco-crema a bruno.

## Distribuzione e habitat
La specie è endemica dello Stato di Oaxaca, in Messico.

## Tassonomia
Fa parte del complesso Ceratozamia miqueliana, un gruppo di specie con caratteristiche simili, che comprende C. miqueliana, C.becerrae, C.euryphyllidia, C.hondurensis, C.whitelockiana e C.zoquorum.

## Conservazione
La IUCN Red List classifica C. whitelockiana come specie in pericolo di estinzione (Endangered). La minaccia più grave è rappresentata dal disboscamento per la creazione di piantagioni di caffè e banane.
La specie è inserita nella Appendice I della Convention on International Trade of Endangered Species (CITES).